# 口语化
口语化、口语词汇（也称口语化语言、口语化讲话、日常用语或一般用语）是用于随意和非正式交际的语言风格。它是朋友、家庭、亲密和其他非正式场合中人们之间交谈中最常见的言语形式。口语化的特点是使用比喻、缩略词、填充词、感叹词和其他非正式用语，如俚语。
与正式和专业的交流不同，口语化言语不遵守语法和句法规则，因此在需要或遵守礼仪的场合和环境中可能被认为是不恰当和不礼貌的。它的词汇变化很快，并且可以使用逻辑和句法顺序不完整的措辞来区分。

## 参阅
- 视觉方言（英语：Eye dialect）
- 口述歷史
- 地方话